# Eje Central (estación)
Eje Central es una de las estaciones que forman parte del Metro de la Ciudad de México, perteneciente a la Línea 12. Se ubica al sur de la Ciudad de México, en la alcaldía Benito Juárez.

## Información general
El nombre de la estación hace referencia al Eje Central Lázaro Cárdenas, el cual se encuentra próximo a la estación. Por su parte, el ícono es representado por un trolebús. El ícono hace alusión al sistema de trolebús de la Ciudad de México, y en el eje central el trolebús ha circulado desde 1954, entre la Central Camionera del Norte y la del Sur.

### Incidencias
La estación permaneció cerrada desde el 4 de mayo de 2021 hasta el 15 de enero de 2023 por seguridad, debido a un desplome que ocurrió en la interestación Tezonco-Olivos con dirección a Tláhuac y que dejara un saldo de 27 fallecidos y 80 heridos.

## Afluencia
La siguiente tabla presenta la afluencia de la estación en el año 2014, organizados en días laborales, fines de semana y días festivos.
| Día           | Afluencia promedio |
| ------------- | ------------------ |
| Laboral       | 6,593              |
| Fin de semana | 4,914              |
| Día festivo   | 2,472              |

La siguiente tabla muestra la afluencia de la estación en los últimos 10 años:
| Afluencia Anual de Pasajeros | Afluencia Anual de Pasajeros | Afluencia Anual de Pasajeros | Afluencia Anual de Pasajeros | Afluencia Anual de Pasajeros | Afluencia Anual de Pasajeros |
| ---------------------------- | ---------------------------- | ---------------------------- | ---------------------------- | ---------------------------- | ---------------------------- |
| Año                          | Afluencia                    | A Diario                     | Ranking                      | Incremento                   | Ref.                         |
| 2023                         | 2,628,353                    | 7,200                        | 137°/187                     | X                            | [ 4 ]                        |
| 2022                         | 0                            | 0                            | X                            | -100.00%                     | [ 5 ]                        |
| 2021                         | 664,899                      | 1,821                        | 187°/195                     | -67.97%                      | [ 6 ]                        |
| 2020                         | 2,075,787                    | 5,671                        | 153°/195                     | -49.09%                      | [ 7 ]                        |
| 2019                         | 4,077,416                    | 11,171                       | 147°/195                     | +6.57%                       | [ 8 ]                        |
| 2018                         | 3,826,126                    | 10,482                       | 151°/195                     | +9.52%                       | [ 9 ]                        |
| 2017                         | 3,493,383                    | 9,570                        | 155°/195                     | +4.87%                       | [ 10 ]                       |
| 2016                         | 3,331,007                    | 9,101                        | 154°/195                     | +37.78%                      | [ 11 ]                       |
| 2015                         | 2,417,695                    | 6,623                        | 168°/195                     | -0.68%                       | [ 12 ]                       |
| 2014                         | 2,434,342                    | 6,669                        | 170°/195                     | -10.74%                      | [ 13 ]                       |

## Conectividad

### Salidas
- Norponiente: Eje 8 Sur Avenida Popocatépetl y Eje Central Avenida Lázaro Cárdenas, Col. Portales Sur.
- Surponiente: Eje 8 Sur Avenida Popocatépetl y Eje Central Avenida Lázaro Cárdenas, Col. Portales Sur.
- Nororiente: Eje 8 Sur Avenida Popocatépetl y Eje Central Avenida Lázaro Cárdenas, Col. Portales Sur.
- Suroriente: Eje 8 Sur Avenida Popocatépetl y Eje Central Avenida Lázaro Cárdenas, Col. Portales Sur.[14]

### Conexiones
Servicio de Transportes Eléctricos de la Ciudad de México
- Línea 1 del Trolebús de la Ciudad de México (Central del Sur / Central del Norte):
  - Popocatépetl.
- Línea 3 del Trolebús de la Ciudad de México (Mixcoac / Mueso de Transportes Eléctricos):
  - Eje Central.

Red de Transporte de Pasajeros de la Ciudad de México
- Módulo 4 Alcaldía Iztapalapa:
  - Ruta 1-D (Mixcoac - Santa Martha).
  - Ruta 52-C (Zapata - Santa Martha).

Corredores Concesionados
- Corredor 6: Eje 8-Iztapalapa (COVISUR) (Barranca del Muerto / Ermita).

## Sitios de interés
- Colonia Portales
- Gimnasio Olímpico Juan de la Barrera
- Alberca Olímpica Francisco Márquez